# بیمارستان باپتیست (میامی)
بیمارستان باپتیست (میامی) (به انگلیسی: Baptist Hospital of Miami) بیمارستانی در کشور ایالات متحده آمریکا است که در سال ۱۹۶۰ میلادی ساخته شده و دارای ۶۵۰ تخت است.